# Stiftung Pommern
Die Stiftung Pommern war eine 1966 gegründete, in Kiel (Schleswig-Holstein) ansässige Stiftung des öffentlichen Rechts, die 2000 aufgelöst wurde. Die Sammlungen dieser Stiftung gingen auf die Stiftung Pommersches Landesmuseum in Greifswald über.

## Aufgaben
Die Stiftung Pommern widmete sich dem Erhalt und Ausbau der Kunstsammlung des ehemaligen Städtischen Museums Stettin und erweiterte durch zielgerichtete Ankäufe den Stiftungsbestand um kulturgeschichtliche Zeugnisse und Schriftgut der Geschichte Pommerns. Durch Ausstellungen und Publikationen sollte das Kulturerbe der preußischen Provinz Pommern der Öffentlichkeit zugänglich gemacht werden.

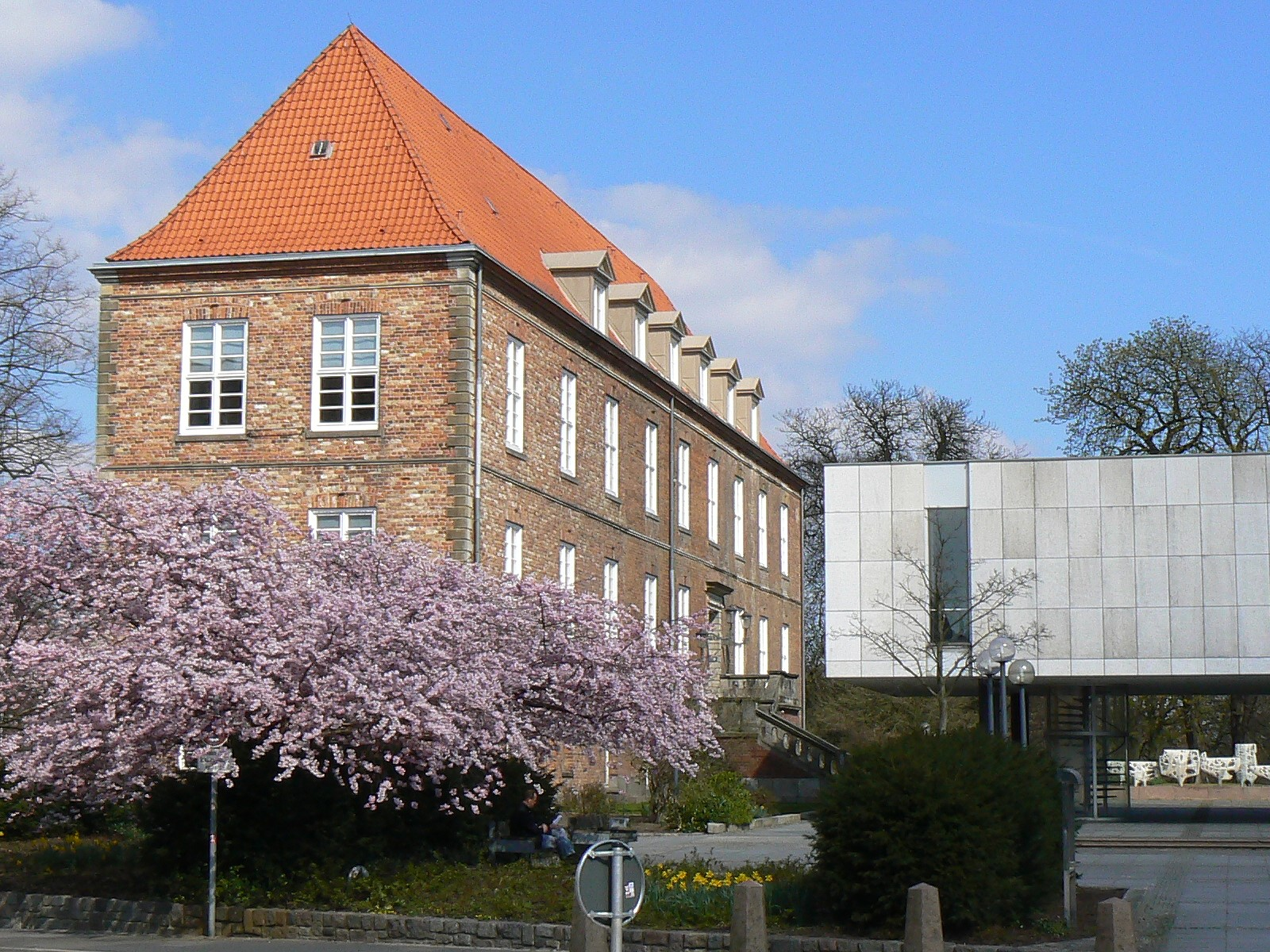
Rantzaubau des Kieler Schlosses (Westflügel), gebaut 1695
Aufnahme von 2007, Blickrichtung Norden

## Geschichte
Die Stiftung Pommern wurde am 16. Dezember 1966 durch Gesetz des Landes Schleswig-Holstein als Stiftung des öffentlichen Rechts errichtet. Sitz der Stiftung war der Rantzaubau des Kieler Schlosses.
Den Gründungsbestand der Stiftung bildeten Gemälde, Zeichnungen und Grafiken aus dem ehemaligen Städtischen Museum Stettin. Im März 1945 waren diese Bilder von Stettin nach Coburg verbracht worden, wo sie bis 1970 in der Veste Coburg eingelagert waren. Danach betreute die Stiftung Preußischer Kulturbesitz die Sammlung. Nach Verhandlungen des Präsidenten der Stiftung Preußischer Kulturbesitz, Hans-Georg Wormit, mit mehreren Städten und Museen bekam Kiel den Zuschlag, weil der Rantzaubau als geeignetes Sammlungsdomizil erschien und das Land Schleswig-Holstein 1954 die Landespatenschaft über Pommern übernommen hatte. Die Coburger Landesstiftung bekam drei Bilder als „Verwahrgebühr“. 1972 konnte die Sammlung in Kiel in einer Ausstellung der Öffentlichkeit präsentiert werden.
Neben den Stettiner Kunstbeständen baute die Stiftung eine umfangreiche kulturgeschichtliche Sammlung und Bibliothek zu Pommern auf.
Mit der Gründung der Stiftung Pommersches Landesmuseum in Greifswald im Jahr 1996 sollten die Bestände der Stiftung Pommern wieder in Vorpommern präsent sein. Nach der Eröffnung des Pommerschen Landesmuseums in Greifswald wurde die Stiftung Pommern durch Gesetz zum 31. Dezember 2000 aufgelöst. Rechtsnachfolger der Stiftung ist das Land Schleswig-Holstein. Das Stiftungskapital wurde je zur Hälfte dem Land Schleswig-Holstein und dem Pommerschen Zentralverband e. V. zugeführt. Die im Eigentum der Stiftung Pommern stehenden Sammlungsgegenstände gingen auf die Stiftung Pommersches Landesmuseum über.

## Sammlungen
Die aus der Stettiner Sammlung in die Stiftung Pommern eingebrachten Bestände umfassten rund 200 Gemälde, 300 Zeichnungen und 600 Blätter Druckgraphik. Die Anfänge der Sammlung reichen ins 19. Jahrhundert zurück, als der 1834 gegründete Kunstverein für Pommern Bilder der damals aktuellen Kunst ankaufte. Die Galerie der Stiftung zeigte Werke des 17., 18. und beginnenden 19. Jahrhunderts von Künstlern der Romantik, der Münchner und Düsseldorfer Malerschule, von der  Klassischen Moderne bis zur Gegenwart. Gemälde und Grafiken unter anderem von Ferdinand Georg Waldmüller, Theodor Hosemann, Wilhelm Leibl, Carl Schuch, Wilhelm Trübner, Fritz von Uhde, Max Slevogt, Max Liebermann, Frans Hals, Georg Flegel, Jakob Philipp Hackert, Caspar David Friedrich, Philipp Otto Runge, André Derain, Maurice Utrillo, Vincent van Gogh, Lyonel Feininger zeugen von einer modernen Sammlungsstrategie.
Zur kulturgeschichtlichen Sammlung gehörten Landkarten, Ortsansichten, Münzen, Medaillen, Autografen sowie ein Bildarchiv. Die Bibliothek zählte ca. 20.000 Bücher und Schriften zur Pommerschen Geschichte und Landeskunde. Teile des Bibliotheksbestandes hatte vor der Gründung der Stiftung die Pommersche Landsmannschaft zusammengetragen. Die Stiftung baute den Bibliotheksbestand durch Erwerbungen und Nachlässe aus.

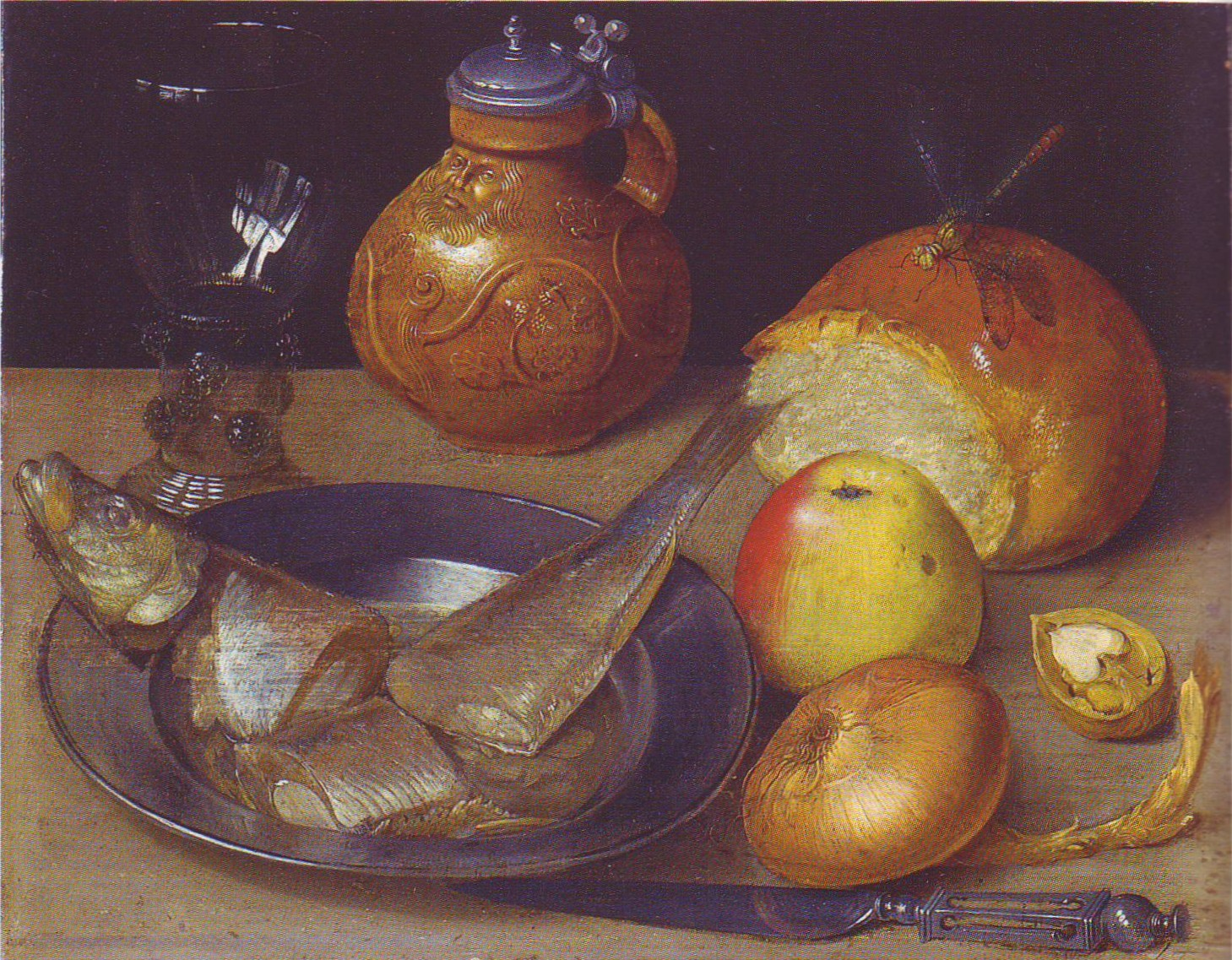
Georg Flegel: Stilleben mit Hering und Bartmannskrug
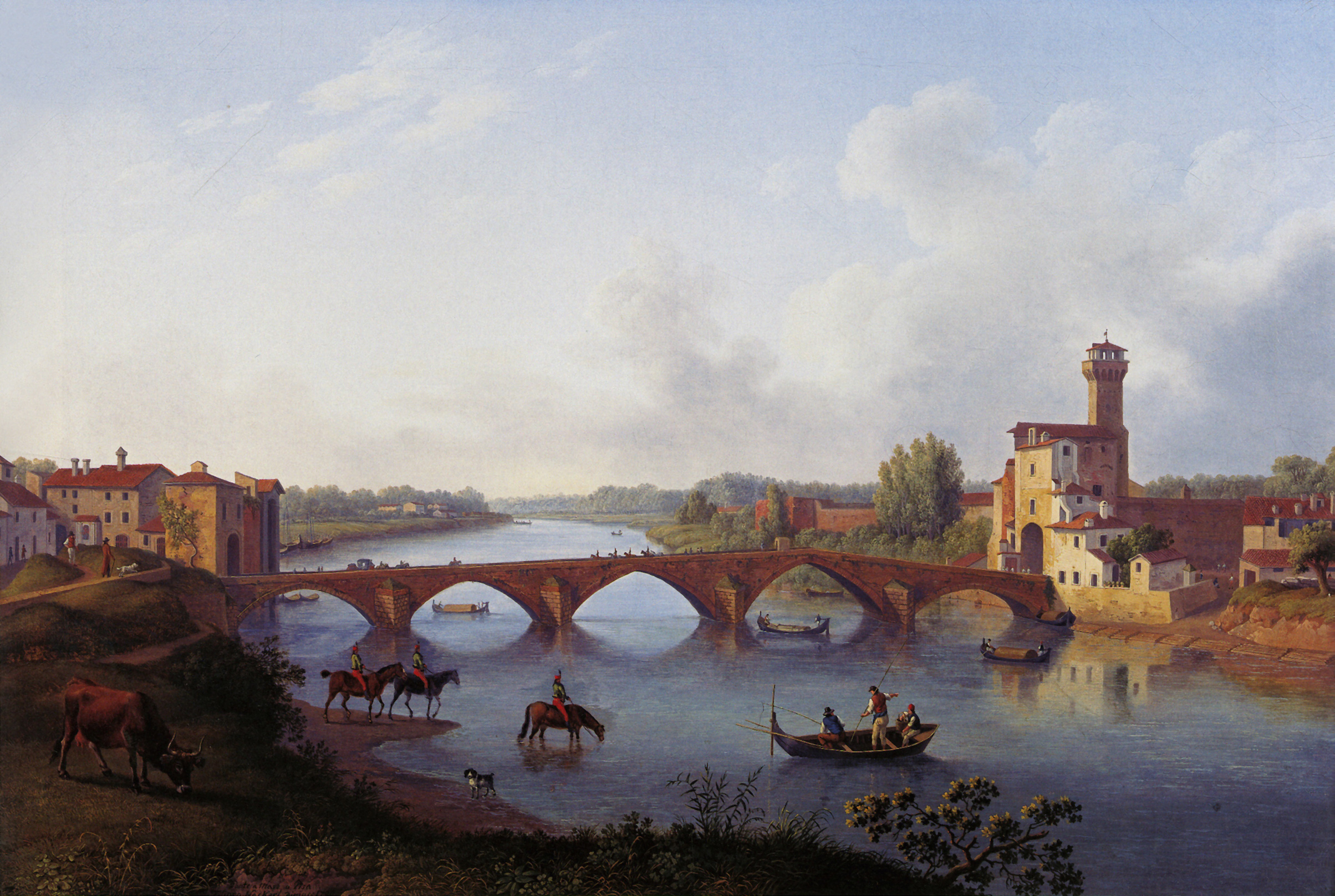
Jacob Philipp Hackert: Der Ponte a Mare in Pisa (1799)
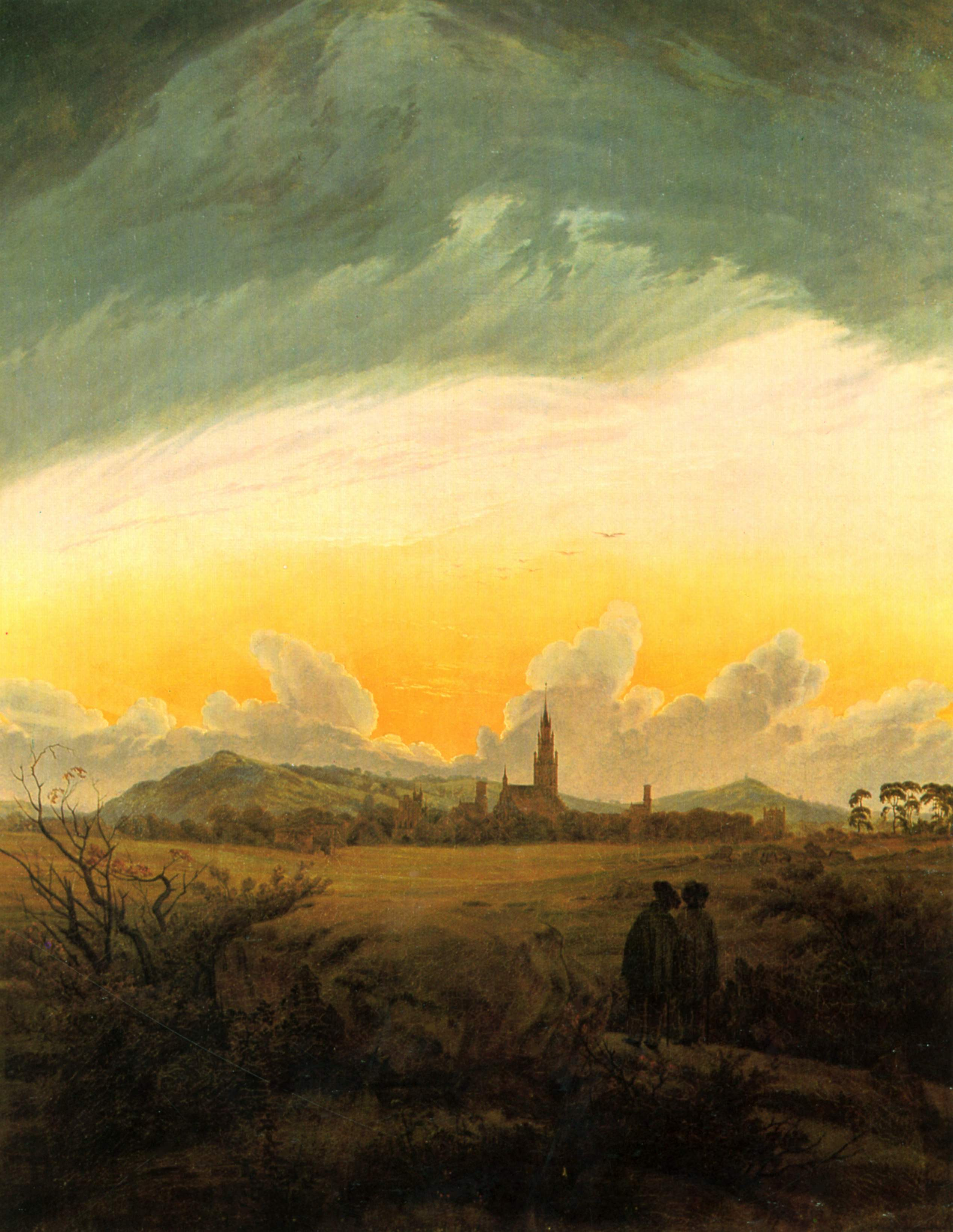
Caspar David Friedrich: Neubrandenburg im Morgennebel (1816/17)
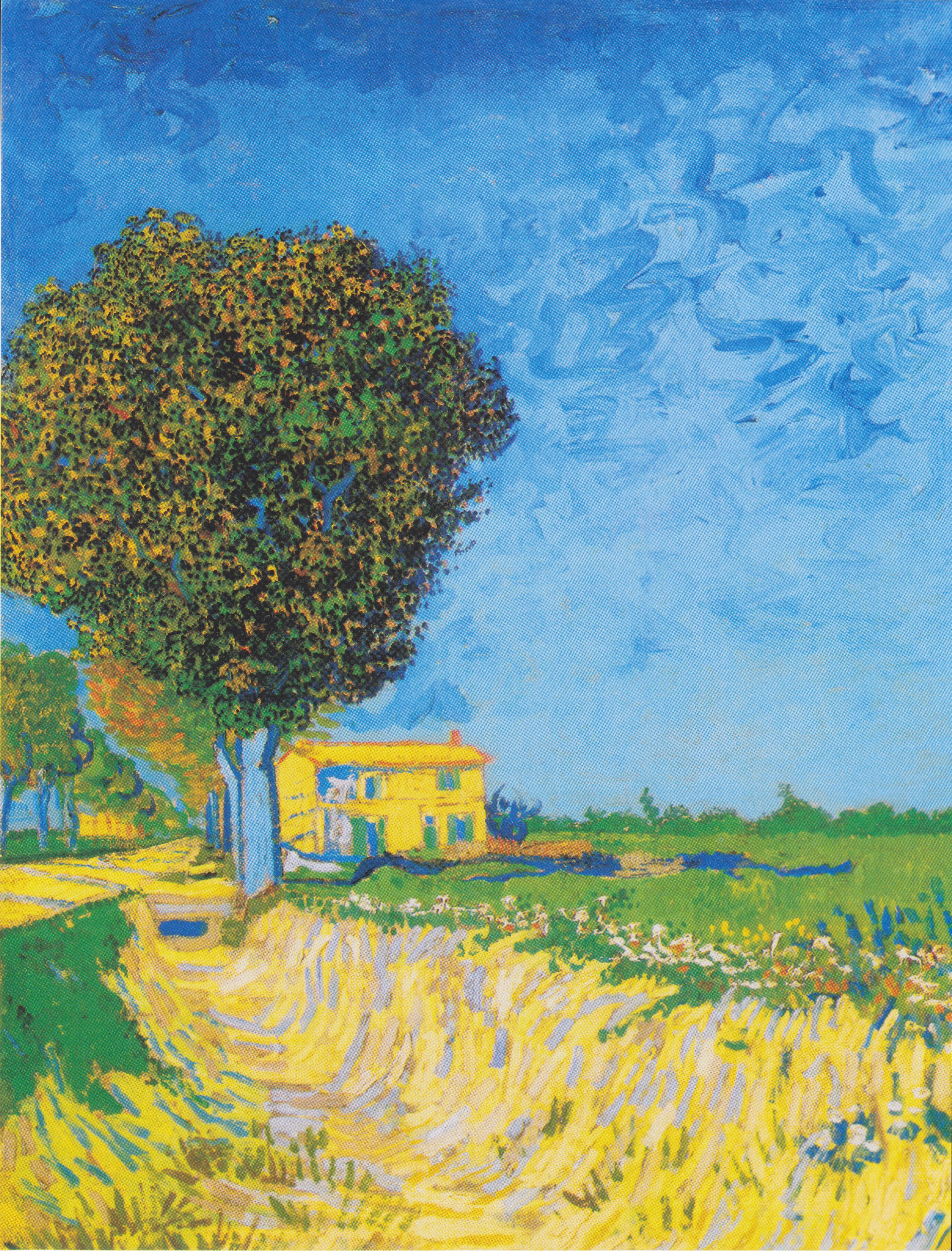
Vincent van Gogh: Allee bei Arles
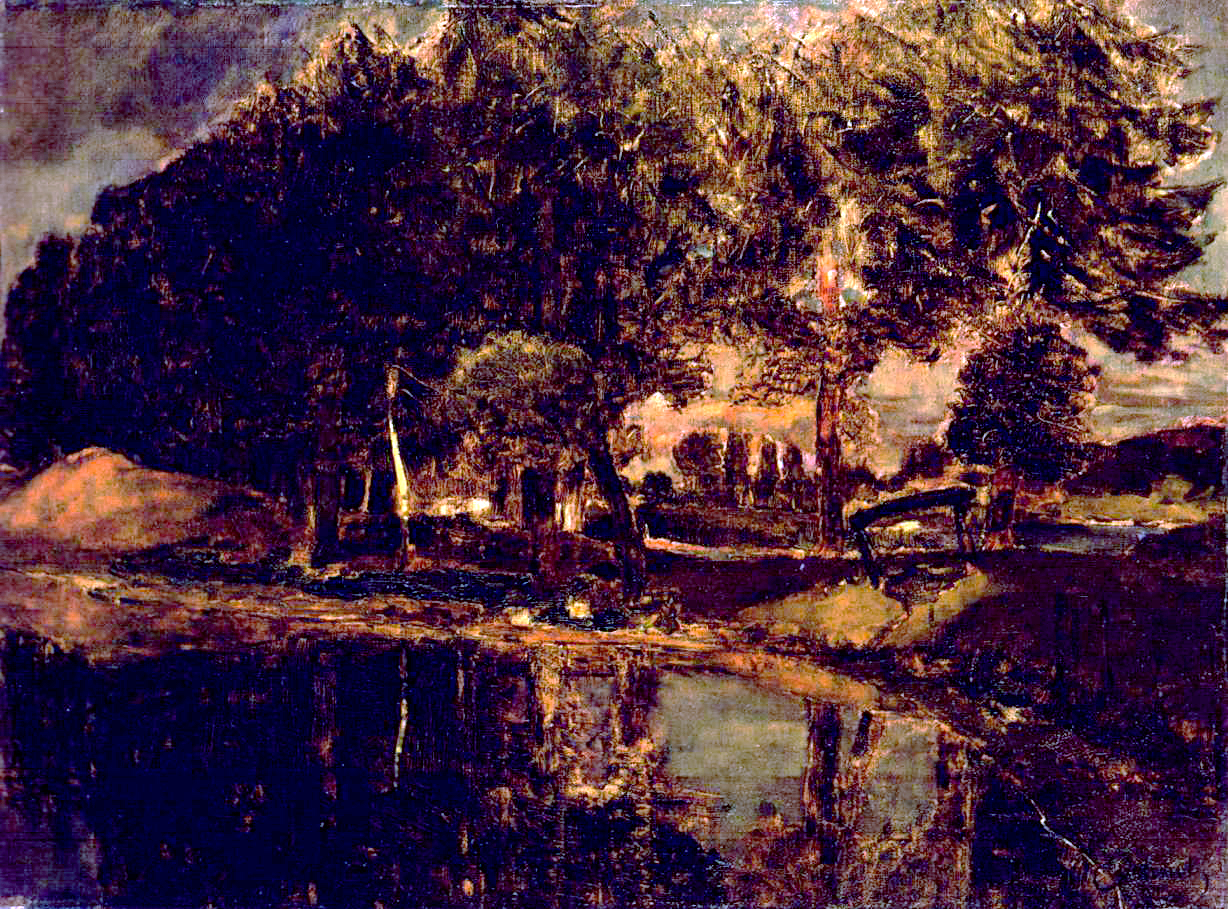
Carl Schuch: Am Seddiner See bei Kähnsdorf (um 1880)
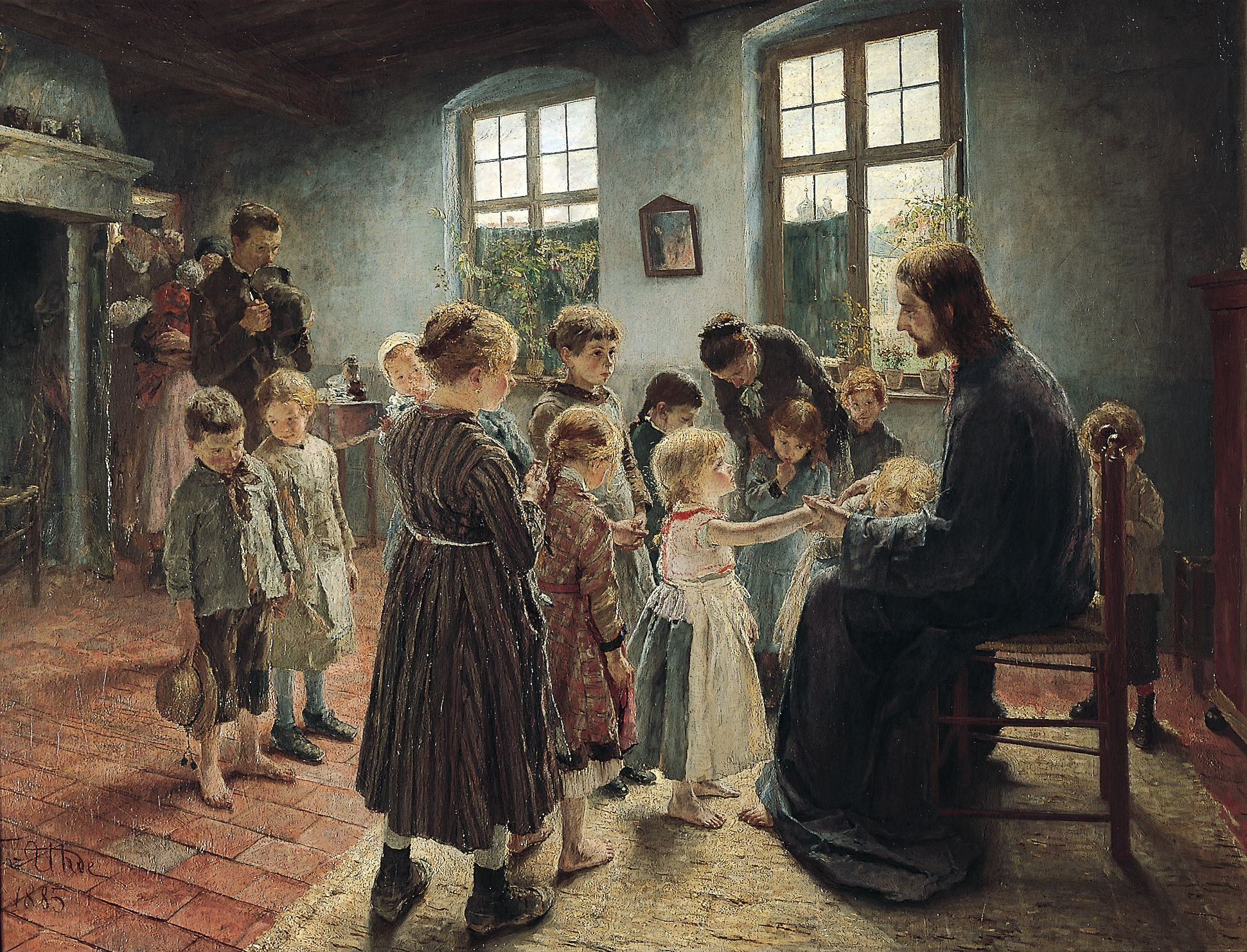
Fritz von Uhde: Lasset die Kindlein zu mir kommen 1885
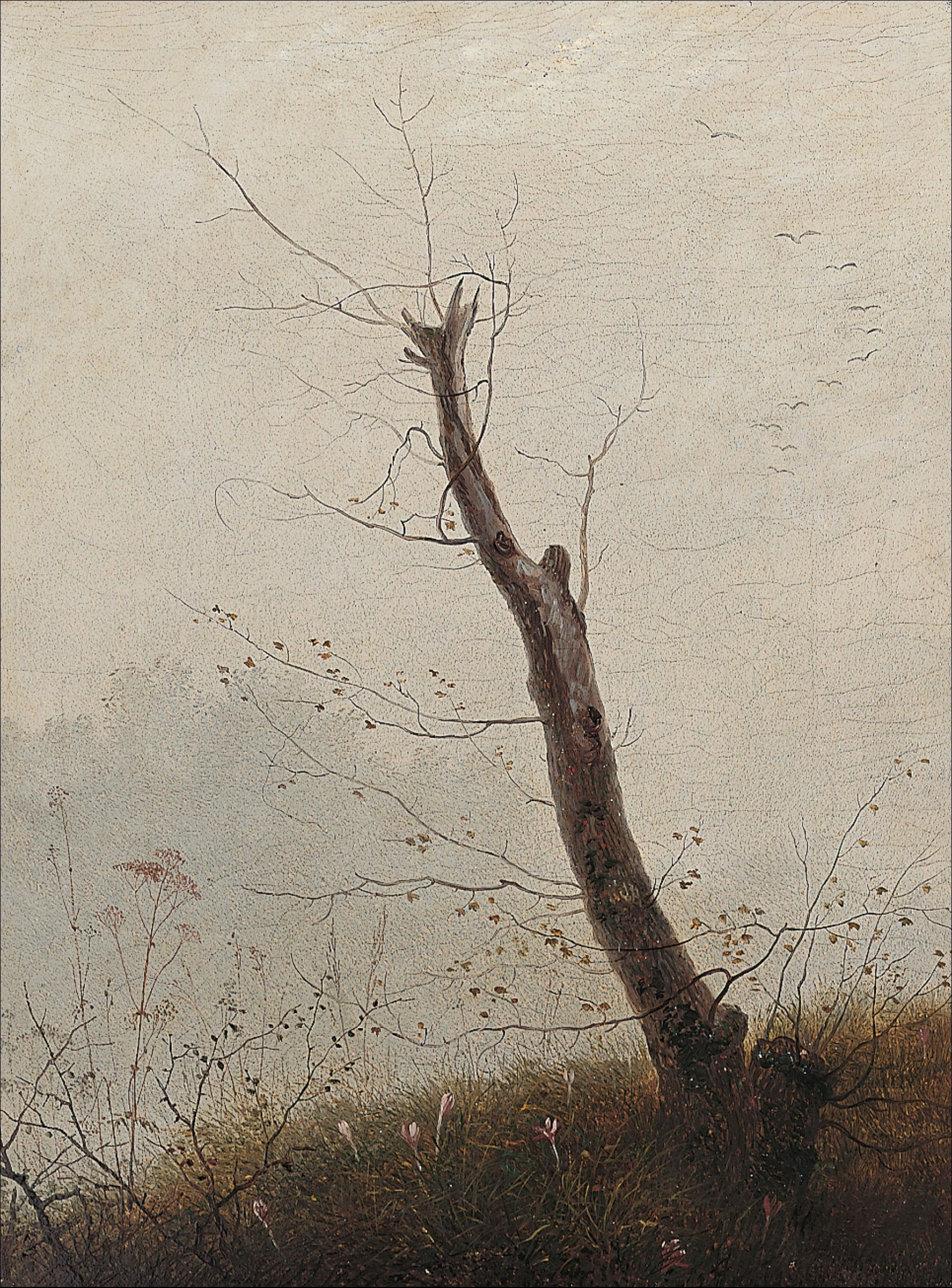
Carl Gustav Carus: Kahler Baum im Herbstnebel